# Saint Lu
Saint Lu, vlastním jménem Luise Gruber (* 27. června 1982 Wels) je v Berlíně žijící rakouská rocková zpěvačka a skladatelka.

## Životopis
Saint Lu se narodila v rakouském Welsu. Po ukončení školní docházky odešla na rok a půl do Austinu v Texasu, kde pracovala jako Au-pair. Poté žila půl roku v americkém New Yorku. Následně se vrátila zpátky do Rakouska, kde navštěvovala hereckou školu, účastnila se castingové show na televizi ORF „Starmania” nicméně brzy z ní odešla.
Od roku 2007 žije v Berlíně, kde podepsala smlouvu s Warner Music. V roce 2009 se zúčastnila festivalů Reeperbahn a New Pop. Začátkem listopadu téhož roku publikovala svůj první singl Don't Miss Your Own Life na svém debutovém albu Saint Lu, na němž se podíleli Patrik Majer spolu s producenty Peterem Weihem, Marlonem Browdenem, Christianem Lohrem, Jean-Jacques Kravetzem a Stevem Sidwellem v Berlíně, Mnichově, Hamburku a Londýně. Část jejího debutového alba byla zaznamenána v legendárních studiích Abbey Road.
Saint Lu se v roce 2013 rozhodla zapojit do projektu Německé televize ARD "Unser Song für Malmö", který je tamním národním kolem soutěže Eurovision Song Contest 2013. Saint Lu bude 14.2.2013 bojovat o postup do mezinárodního klání se singlem "Craving". O post reprezentanta se však utká dalších 11 interpretů.

## Hudební vzory
Mezi její největší hudební vzory patří Janis Joplin a Jimi Hendrix, spolu s ostatními Blues/Rockovými umělci z 60. a 70. let. Její hlas je přirovnáván k hlasům Janis Joplin, Nikky Costy a Anastacii.

## Ocenění
V roce 2011 Saint Lu vyhrála European Border Breakers Award na ceremoniálu European Border Breakers Award během festivalu Eurosonic Noorderslag, který se koná v Nizozemsku.

## Diskografie

### Alba
- One Step Closer EP (2005)[3][4]
- Saint Lu (2009) - Warner Music Group Germany GmbH #30 AT, #84 CH
- 2 (2013)[5]

### Singly
| Rok  | Název                        | Nejvyšší dosažená pozice v hitparádě | Nejvyšší dosažená pozice v hitparádě | Nejvyšší dosažená pozice v hitparádě | Album           |
| Rok  | Název                        | AT Singly                            | GER Singly                           | CH Singly                            | Album           |
| ---- | ---------------------------- | ------------------------------------ | ------------------------------------ | ------------------------------------ | --------------- |
| 2005 | "One Step Closer"            | —                                    | —                                    | —                                    | Nevydáno        |
| 2005 | "Why Are You Under My Skin?" | —                                    | —                                    | —                                    | One Step Closer |
| 2009 | "Don't Miss Your Own Life"   | 42                                   | —                                    | —                                    | Saint Lu        |
| 2010 | "Here I Stand"               | 34                                   | —                                    | —                                    | Saint Lu        |
| 2010 | "Rockstar Car"               | —                                    | —                                    | —                                    | Saint Lu        |
| 2011 | "Acoustic"                   | —                                    | —                                    | —                                    | Nevydáno        |
| 2013 | "Craving"                    | —                                    | 88                                   | —                                    | 2               |

### Ostatní skladby
Luise Gruber & Zentao
- “Hunt” - 4:02 (1999)
- “I've Got Your Number” - 3:51 (1999)
- “I Feel High” (2000)
- “Nothing Doing” (2000)
- “I'm Not Your Wench” (2000)

Starmania
- “Family Portrait” - Pink cover, pro kompilační album Starmania – Die Neue Generation II
- “First Cut Is The Deepest” - Rod Stewart cover, pro kompilační album Starmania – Die Neue Generation II
- “Hoamweh nach B.A.” - Ausseer Hardbradler cover, pro kompilační album “Starmania – Die Neue Generation – Best Of Qualification”
- “Thank God It's Christmas” - z kompilačního alba “Starmania – Die Neue Generation – Xmas hits”
- “In The Shadows” - The Rasmus cover, pro kompilační album Starmania – Die Neue Generation I